# Vasculitis

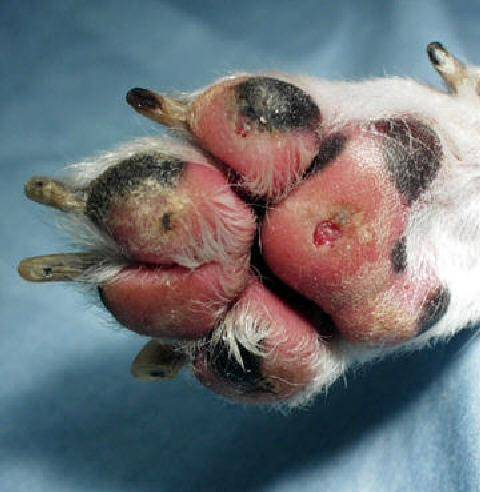
Úlceras en la pata de un perro causadas por vasculítis cutánea.

La vasculitis engloba todos aquellos síndromes y enfermedades que cursan con inflamación de los vasos sanguíneos (vénulas, capilares y arteriolas de mediano y gran calibre) tanto de órganos específicos como generalizadas.

## Clasificación
La primera clasificación de las vasculitis la sistematizó la patóloga Pearl Zeek el año 1952. Propuso cinco grupos:
- Vasculitis por hipersensibilidad.
- Vasculitis granulomatose alérgica.
- Arteritis reumática.
- Periarteritis nodosa.
- Arteritis temporal.

Luego, el año 1964, Donato Alarcón-Segovia y Arnold L. Brown proponen una clasificación basada en el estudio clínico, patológico y etiológico. Proponen cinco grupos:
- Poliarteritis nodosa.
- Vasculitis alérgica.
- Vasculitis granulomatosa.
- Arteritis de las enfermedades del colágeno: Artritis reumatoide, lupus eritematoso, fiebre reumática, polimiositis y dermatomiositis.
- Arteritis temporal.

En el año 1977, Alarcón-Segovia propone una nueva clasificación de tres grupos, considerando los aspectos etiopatogénicos:
- Grupo de la poliarteritis nodosa.
  - Localizadas.
  - Generalizadas.
- Vasculitis inmunológicas. 
  - Por depósito de complejo inmune contra autoantígenos.
  - Por depósito de complejo inmune contra antígenos extraños.
  - Crioglobulinemia.
  - Anafilaxia o alérgica.
  - Indeterminadas.
- Arteritis de células gigantes.

En el año 1980, Alarcón-Segovia propone una nueva clasificación basada en el tamaño de los vasos sanguíneos afectados:
- Vasos de gran y mediano tamaño.
  - Arteritis sifilítica.
  - Arteritis de Takayasu.
  - Arteritis granulomatosa de células gigantes.
- Vasos de mediano y pequeño tamaño.
  - Enfermedad de Buerger.
  - Poliarteritis nodosa.
  - Granulomatosis alérgica.
  - Vasculitis de enfermedades del colágeno.
- Pequeños vasos.
  - Vasculitis por hipersensibilidad.
  - Vasculitis leucocitoclástica.
  - Púrpura de Schönlein-Henoch.
  - Crioglobulinemia mixta.
  - Hipocomplementemia.
  - Malignidad.

En el año 1986, J. T. Lie propone una nueva clasificación que separa las vasculitis infecciosas de las no infecciosas y en estas últimas establece una separación de acuerdo con el tamaño de los vasos sanguíneos afectados:
- Vasculitis infecciosas.
  - Espiroquetas.
  - Micobacterias.
  - Bacterias y hongos.
  - Ricketsias.
  - Virus.
- Vasculitis no infecciosas.
  - Vasculitis de vasos de gran tamaño.
    - Arteritis de Takayasu.
    - Arteritis granulomatosa.
      - Arteritis temporal craneal.
      - Arteritis extracraneal.
      - Vasculitis granulomatosa visceral diseminada.
      - Vasculitis granulomatosa del sistema nervioso central.
      - Arteritis de las enfermedades reumáticas y espondiloartropatías.

  - Vasculitis de vasos de mediano tamaño.
    - Enfermedad de Buerger.
    - Poliarteritis nodosa.
    - Granulomatosis alérgica.
      - Granulomatosis de Wegener.
      - Síndrome de Churg-Strauss.
      - Granulomatosis necrotizante por sarcoide.

    - Vasculitis de las enfermedades colágeno vasculares.
      - Fiebre reumática.
      - Artritis reumatoide.
      - Artropatías seronegativas.
      - Lupus eritematoso sistémico.
      - Dermatomiositis. Polimiositis.
      - Policondritis recidivante.
      - Esclerosis sistémica.
      - Síndrome de Sjögren.
      - Síndrome de Behçet.
      - Síndrome de Cogan.

  - Vasculitis de vasos de pequeño calibre.
    - Enfermedad del suero.
    - Púrpura de Schönlein-Henoch.
    - Vasculitis producida por medicamentos.
    - Vasculitis asociada con malignidad.
    - Fibrosis retroperitoneal.
    - Vasculitis linfocítica.
    - Crioglobulinemia mixta.
    - Hipocomplementemia.
    - Enfermedad inflamatoria del intestino.
    - Cirrosis biliar primaria.
    - Síndrome de Good-Pasture.
    - Vasculitis postrasplante.
- Enfermedades que simulan vasculitis.
  - Displasia arterial.
  - Ateroembolismo.
  - Embolismo por mixoma.
  - Ergotismo.
  - Neurofibromatosis.
  - Calcificación arterial idiopática.

La clasificación más utilizada se hace atendiendo al tamaño de los vasos afectados. Así, tenemos:
Vasculitis de vasos grandes:
- Arteritis de células gigantes. (Arteritis de la temporal)
- Arteritis de Takayasu

Vasculitis de vasos medianos.
- Poliarteritis nodosa (PAN).
- Enfermedad de Kawasaki.

Vasculitis de vasos pequeños
- Causadas por ANCA (Anti-neutrophil cytoplasmic antibodies)s:
  - Poliangeítis microscópica
  - Granulomatosis de Wegener
  - Síndrome de Churg-Strauss
  - Vasculitis ANCA positiva por drogas
- Causada por inmunocomplejos:
  - Vasculitis leucocitoclástica cutánea
  - Síndrome de Schönlein-Henoch
- Otras vasculitis de vasos pequeños
  - Crioglobulinemia mixta
  - Síndrome de Behçet

## Patogenia
Los dos mecanismos más conocidos por los que se produce una vasculitis son:
Inflamación de origen inmunitario
- Mediadas por el sistema del complemento
- Mediadas por anticuerpos (síndrome de Goodpasture)
- Mediadas por inmunidad celular

Invasión directa de las paredes vasculares por agentes patógenos
- Bacterias: Neisseria
- Rickettsia: fiebre de las Montañas Rocosas
- Espiroquetas: sífilis
- Hongos: aspergilosis
- Virus: virus varicela-zóster

Existen estudios esporádicos sobre la asociación entre la enfermedad celíaca y la vasculitis cutánea, probablemente relacionada con el aumento de la permeabilidad intestinal.

## Cuadro clínico

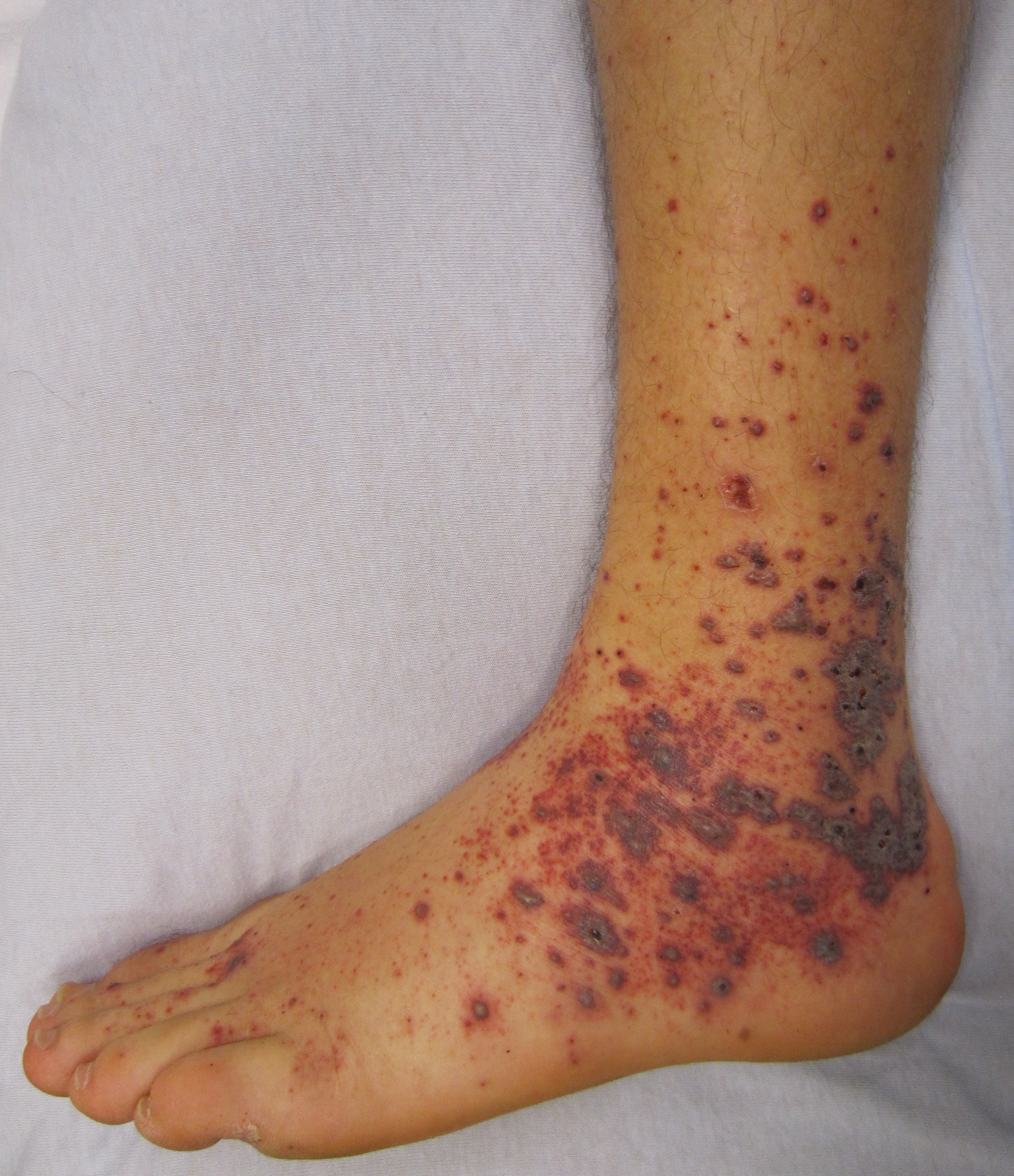
Lesiones en el miembro inferior debida a vasculitis inducida por un fármaco.

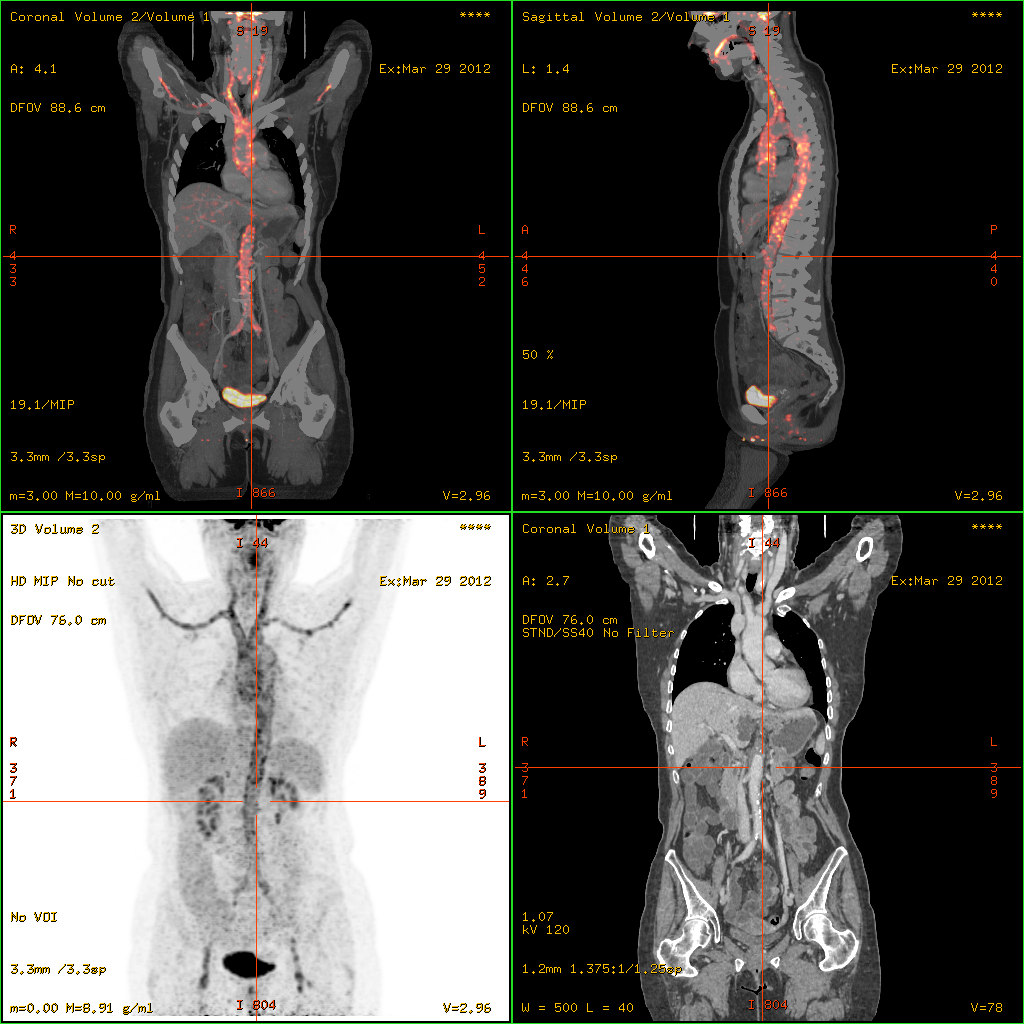
Vasculitis severa de los grandes vasos, evidenciada mediante tomografía computada/FDG-PET.

Las vasculitis muestran gran variedad de manifestaciones clínicas acompañadas de signos y síntomas generales, entre ellos, fiebre, mialgias, artralgias y malestar general.